# Ethiosciapus trochanteralis
Ethiosciapus trochanteralis är en tvåvingeart som beskrevs av Charles Howard Curran 1924. Ethiosciapus trochanteralis ingår i släktet Ethiosciapus och familjen styltflugor. Inga underarter finns listade i Catalogue of Life.